# Luny Tunes
Luny Tunes is een Dominicaans producerduo bestaande uit Francisco Saldaña ('Luny', 23 juni 1979) en Víctor Cabrera ('Tunes', 12 april 1981), dat zich bezighoudt met het maken van reggaeton. Ze hebben samengewerkt met de grootste namen uit het genre.

## Discografie

### Studioalbums
- 2003: Mas Flow (samen met DJ Nelson)
- 2005: Mas Flow 2 (samen met Baby Ranks)
- 2006: Mas Flow: Los Benjamins (samen met Tainy)
- 2009: Mas Flow 3 (TBA)
- 2015 : Mayor Que Yo 3, (Feat. Daddy Yankee, Wisin, Don Omar, Yandel).
- 2016 : Cojela Que Va Sin Jockey (Prod. by Luny Tunes), (Feat. Daddy Yankee).
- 2016 : Te He Querido, Te He Llorado (Prod. by Luny Tunes), (Feat. Ivy Queen).
- 2016 : La Fila, (Feat. Don Omar, Sharlene, Maluma).
- 2016 : Lento (remix), (Feat. RBD, Wisin & Yandel).
- 2016 : Luny Tunes - Más flow 3.
- 2019 : Mas Flow 3- Back To The Underground.

### Compilatiealbums
- 2004: The Kings of the Beats
- 2004: La Trayectoria
- 2004: Luny Tunes Presents La Mision 4: The Take Over
- 2006: Mas Flow 2.5
- 2006: Reggaeton Hits
- 2006: The Kings of the Beats 2
- 2007: Los Benjamins: La Continuación
- 2007: 20 #1's Now
- 2008: Luny Tunes Presents: Erre XI

### Gastproducties
- 2002 A La Reconquista (Héctor & Tito)
- 2002 Guillaera (Las Guanábanas)
- 2003 El Abayarde (Tego Calderón)
- 2003 The Last Don (Don Omar)
- 2003 Los Matadores del Genero (VA)
- 2003 MVP (VA)
- 2003 Blin Blin Vol. 1 (VA)
- 2003 Sonando Diferente (Yaga & Mackie)
- 2004 Barrio Fino (Daddy Yankee)
- 2004 Los 12 Discípulos (VA)
- 2004 Diva (Ivy Queen)
- 2004 Motivando a la Yal (Zion & Lennox)
- 2004 Vida Escante (Nicky Jam)
- 2004 Los Bacatranes (Trebol Clan)
- 2004 Quien Contra Mí (Yandel)
- 2004 Todo A Su Tiempo (Divino)
- 2004 Los MVP (Angel & Khriz)
- 2005 Desafío (VA)
- 2005 Sangre Nueva (VA)
- 2005 Pa'l Mundo (Wisin & Yandel)
- 2005 40 Entre Las 2 (K-Narias)
- 2006 Top of the Line (Tito "El Bambino")
- 2008 Semblante Urbano (El Roockie)
- 2008 Luny Tunes Presents: Erre XI (Erre XI)
- 2008 Mi Flow: This Is It (Baby Ranks)
- 2008 El Fenómeno (Arcangel)
- 2009 ErreVolution XI (Erre XI)

- Library of Congress Control Number: no2005106441
- MusicBrainz: cb7fcb24-4a0c-4ee3-b806-17885e8fe9a7
- Virtual International Authority File: 153968161